# Dispensaire de la Croix Rouge
Le dispensaire de la Croix Rouge est un dispensaire situé sur le territoire de la commune de Montceau-les-Mines dans le département français de Saône-et-Loire et la région Bourgogne-Franche-Comté.

## Historique
Il fait l'objet d'une inscription au titre des monuments historiques depuis le 6 septembre 2012.